# Ophiomyia melandryi
Ophiomyia melandryi este o specie de muște din genul Ophiomyia, familia Agromyzidae, descrisă de De Meijere în anul 1924.
Este endemică în Netherlands. Conform Catalogue of Life specia Ophiomyia melandryi nu are subspecii cunoscute.